# Берегове нафтогазоконденсатне родовище
Берегове нафтогазоконденсатне родовище – гігантське родовище у Тюменській області Росії, в межиріччі Пура і Таза.

## Геологічна інформація
Родовище відкрили у 1982 році. Унаслідок подальшої розвідки виявили вуглеводневі поклади у породах крейдового періоду, зокрема у:
- відкладах сеноманського ярусу (верхня крейда), з якими пов’язана основна частина запасів;
- пластах ПК19-ПК-21, що відносяться до нижньої частини покурівської свити, яка відповідає аптському ярусу (нижня крейда).
Всього на Береговому виявлено не менше 32 газових,  газоконденсатних, нафтогазоконденсатних та нафтових покладів (нафтогазоконденсатні та газоконденсатні поклади пов’язані із зазначеними вище пластами покурівської свити), які відносяться до масивного, пластово-склепінного та литологічно-екранованого типів.
Колектори – пісковики із лінзовидними вкрапленнями впняків та глин.
Станом на початок 2017 року початкові видобувні запаси вільного газу Північно-Уренгойського родовища оцінювались за російськими категоріями А+В+С1 як 500 млрд м3 (у порівнянні з ними запаси нафти та конденсату незначні – можливо зустріти оцінку біля 9 млн тон та 1 млн тон відповідно).

## Розробка
В 2003 році почали розробку запасів сеноману, для чого ввели в дію установку комплексної підготовки газу добовою потужністю 40 млн м3. В 2008-му фактичний видобуток становив 7,6 млрд м3.
В подальшому також залучили до розробки нижні горизонти родовища.
Видача продукції відбувається по перемичці довжиною 33 км до газопроводу Заполярне – Уренгой. З 2019-го видачу конденсату облаштували по трубопроводу Берегове – Яро-Яхінське.
Станом на початок 2017-го з родовища вилучили 90 млрд м3 газу.
Потреби промислу обслуговує власна газотурбінна електростанція потужністю 18 МВт.